# Chapelle commémorative Empereur Maximilien (Santiago de Querétaro)
La chapelle commémorative de l'empereur Maximilien est située sur le Cerro de las Campanas (colline des cloches) dans la ville de Querétaro au Mexique. Elle est située à l'endroit même où l'empereur Maximilien Ier du Mexique a été exécuté le 19 juin 1867, et dédiée à sa mémoire.

## Histoire
.

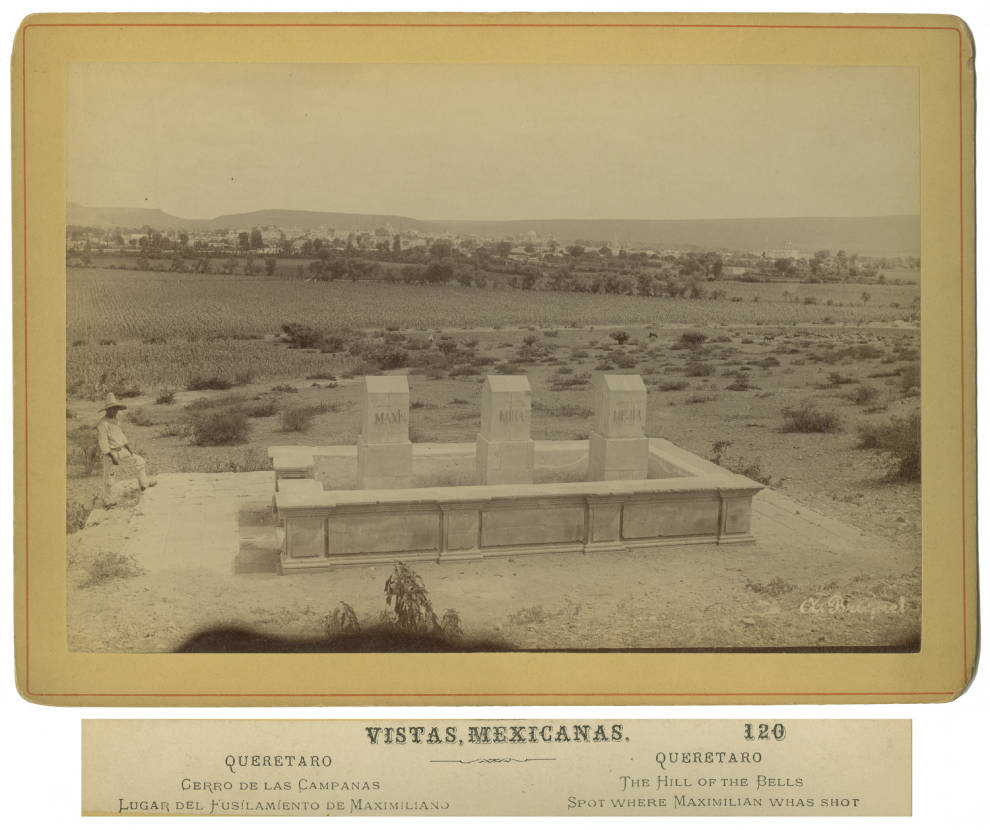
Le monument initial à trois colonnes marque l'endroit où Maximilien et deux de ses généraux ont été exécutés. Plus tard, la chapelle a été construite sur cet emplacement.

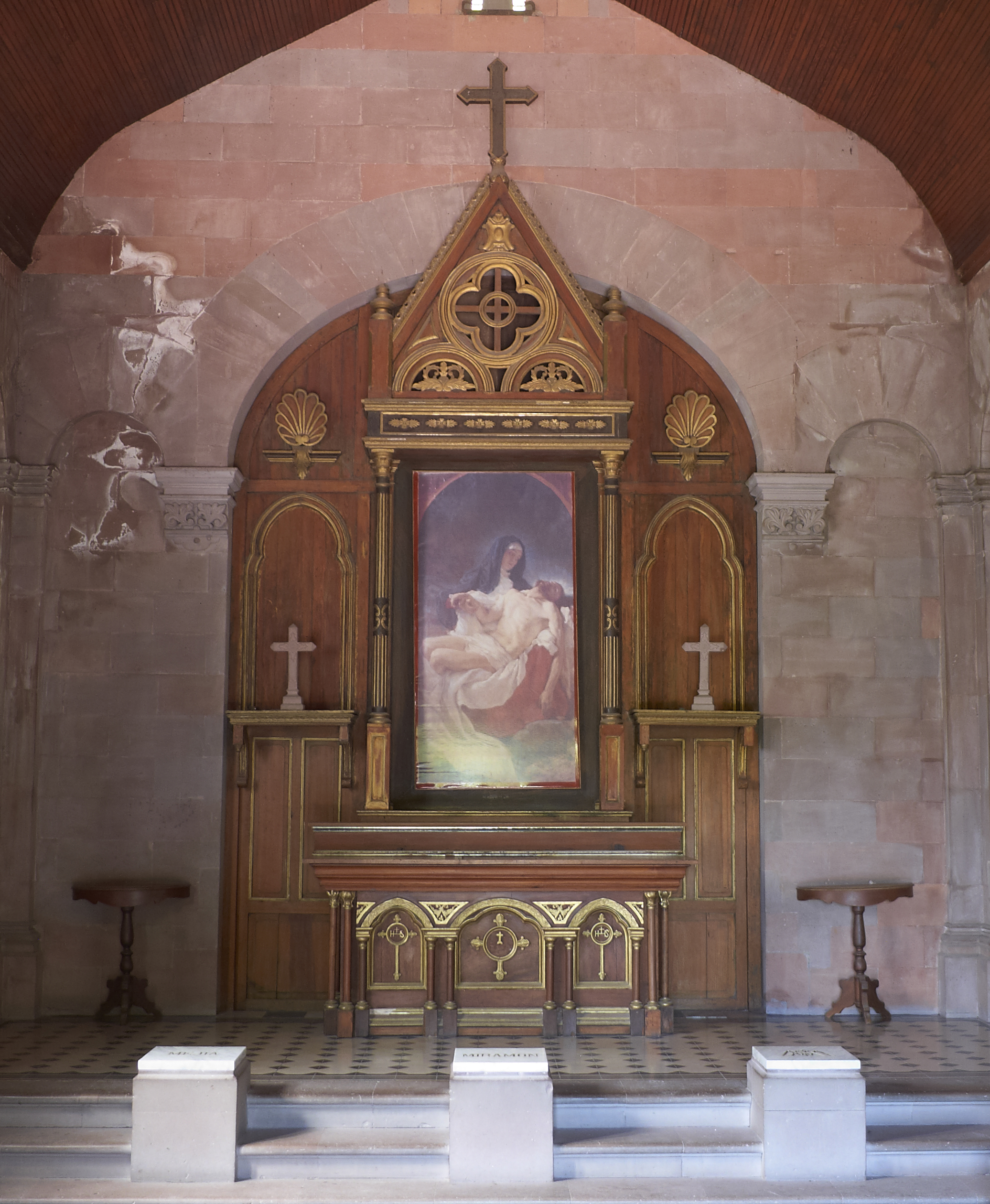
L'autel de la chapelle

La colline des cloches, Cerra de las Campanas, autrefois à la périphérie de Querétaro, symbolise le lieu de la fin du Second Empire mexicain. Après avoir été intercepté par les généraux républicains le 15 mai 1867, l'empereur Maximilien, assiégé dans la ville de Querétaro depuis mars, se rend sur la colline au général Mariano Escobedo. Il est ensuite emprisonné avec ses deux généraux: Miguel Miramón (autrefois président du gouvernement conservateur du Mexique en 1859 et 1860) et Tomás Mejía Camacho, un général de cavalerie né à Querétaro. À l'issue d'un jugement prononcé par une cour martiale à Querétaro, Maximilien et les deux généraux sont tous trois condamnés à mort. Ils sont fusillés au sommet de la colline le 19 juin 1867. 
Le site était initialement marqué de tas de pierre surmontés de croix tracées par des bâtons. Plus tard, des croix en bois les remplaceront. Elles sont maintenant conservées au musée Cerro de las Campanas. En 1886, le premier monument est construit sur le site : trois colonnes de pierre gravées du nom des défunts, entourées de barres de fer et soutenues par des colonnes en bois, commandées par le gouverneur Rafael Olvera (es). 
En 1900, après la reprise des relations diplomatiques entre le Mexique et l'Autriche-Hongrie, la chapelle est construite sur le site. Commandée par l'empereur François-Joseph Ier à la mémoire de son défunt frère et conçue par l'architecte Maximiliano Mitzel, la chapelle est dédicacée le 10 avril 1901. L'édifice est conçu dans un style éclectique viennois. L'autel et le retable ont été fabriqués à l'École des arts et métiers de Querétaro, et la croix sur l'autel est tirée du SMS Novara, le navire sur lequel Maximilien et son épouse Charlotte de Belgique sont arrivés au Mexique et qui ont ramené ses restes en Autriche . Maximilien est inhumé depuis 1868 dans la crypte des Capucins, la nécropole des Habsbourg à Vienne. 
En janvier 2017, la municipalité de Querétaro annonce qu'elle investirait près d'un million de pesos pour la restauration et l'entretien de la chapelle.